# 哈萨克斯坦驻华大使馆
哈萨克斯坦共和国驻中华人民共和国大使馆，简称哈萨克斯坦驻华大使馆，是哈萨克斯坦共和国在中华人民共和国的最高外交代表机构。馆址位于中国北京市朝阳区三里屯东六街9号。

## 历史
1992年1月3日，哈萨克斯坦与中华人民共和国建交，两国随即互设大使馆。